# Ernesto Stajano
Ernesto Stajano (Napoli, 7 settembre 1953) è un ex magistrato, avvocato e politico italiano.

## Biografia
Si laurea in giurisprudenza, con lode, presso l'Università degli Studi di Roma “La Sapienza” nel 1974 e nel 1977 entra in magistratura.

### Carriera nella magistratura
Dal 1987 al 1990 è Giudice del Tribunale di Genova e, quindi, del Tribunale di Roma e matura una vasta esperienza in materia di diritto commerciale, societario e fallimentare. Negli stessi anni presta attività di consulenza negli uffici legislativi del Ministero di Grazia e Giustizia e del Ministero dei Lavori Pubblici ed è componente di numerose commissioni ministeriali per l'elaborazione di testi di riforma legislativa.
Dal 1982 al 1985 è responsabile dell'ufficio indagini del Consiglio Superiore della Magistratura. Dal 1982 al 1989 è componente e quindi vicepresidente del comitato direttivo centrale dell'Associazione Nazionale Magistrati. Dal 1989 è Consigliere di Cassazione. Dal 1984 al 1990 è Professore incaricato di diritto commerciale e organizzazione giudiziaria presso la Scuola Superiore della Pubblica Amministrazione nonché docente presso l'Ecòle Nationale de la Magistrature.
Dal 1990 al 1994 è stato componente del Consiglio Superiore della Magistratura.

### Carriera politica
Nel 1993 si avvicina a Mariotto Segni e al suo movimento dei Popolari per la Riforma su posizioni moderate-riformiste.
In quota al Patto Segni nelle elezioni politiche del 1994 viene eletto alla Camera dei Deputati. Immediatamente dopo le elezioni tuttavia lascia il movimento di Segni, non condividendo la rigorosa posizione di centro in netta opposizione al Governo Berlusconi I, e dà vita alla Federazione Liberaldemocratica con altri fuoriusciti pattisti come Giulio Tremonti e Alberto Michelini. Sostiene dunque il governo Berlusconi rimanendo iscritto al gruppo misto.
Durante la legislatura, caduto il governo, sostiene il Governo Dini avvicinandosi alle posizioni di quest'ultimo.
Nei due anni in parlamento è stato relatore, quale componente della Commissione Giustizia, delle nuove regole sul giusto processo e della riforma del diritto societario. Inoltre dal 1994 al 1996 è componente della delegazione italiana presso l'OSCE (Organizzazione per la sicurezza e la cooperazione in Europa) svolgendo missioni in numerosi Paesi, in particolare, dell'Europa orientale.
Nel 1996, con lo scioglimento delle camere, è tra i sostenitori di Lamberto Dini e tra i fondatori del suo nuovo movimento, Rinnovamento Italiano, che successivamente si allea con la coalizione di centrosinistra de L'Ulivo. Nuovamente eletto alla camera dei Deputati, presiede sino al 2001 la Commissione Trasporti, Poste e Telecomunicazioni. È stato relatore ed estensore delle leggi di liberalizzazione del mercato delle telecomunicazioni, della legge istitutiva dell'Autorità di garanzia delle telecomunicazioni, delle norme di liberalizzazione del trasporto ferroviario, del trasporto pubblico locale e della riforma del Codice della strada.
Quale Presidente della Commissione ha seguito altresì l'attività di tutte le società e di tutti gli Enti direttamente o indirettamente controllati dallo Stato, operanti nel settore delle radiodiffusioni, telecomunicazioni e dei trasporti anche con riferimento ai piani di sviluppo e di impresa ed alla destinazione delle necessarie risorse finanziarie.
Come relatore della legge 249/97, ha contribuito alla redazione della legislazione in materia radiotelevisiva.
Nel corso della legislatura manifesta disagio per le posizioni degli alleati di Rifondazione Comunista e per questo lascia Rinnovamento Italiano per avvicinarsi prima all'Unione Democratica per la Repubblica di Francesco Cossiga poi all'Unione per la Repubblica su posizioni decisamente più moderate e di centrodestra. Nel gennaio 2001, per gli ultimi mesi di legislatura, al fine di poter concludere taluni lavori già avviati, aderisce al gruppo di Forza Italia. Non viene più ricandidato nelle elezioni del 2001.

### Sviluppi successivi
Nel 2001 lascia la Magistratura, si abilita come avvocato cassazionista, ed inizia a svolgere la professione forense, costituendo lo studio legale Stajano. Nel 2002 è vicepresidente della commissione per la riforma dell'aviazione civile istituita presso il Ministero delle Infrastrutture.
Nello stesso anno è nominato Presidente della Consulta Giuridica dell'ANAS S.p.A..
Nel 2003 è presidente della commissione di studio per la riforma della dirigenza statale. È stato componente del concessionary advisoring board di Autostrade S.p.A. Nel 2004 è membro dell'Osservatorio sui Lavori Pubblici presso la Scuola Superiore della Pubblica Amministrazione.
È stato professore ordinario di Diritto Commerciale e Societario presso la Scuola Superiore di Economia e Finanze di Roma e coordinatore accademico – scientifico della Sede di Milano della stessa Scuola, professore di Diritto Comunitario e Internazionale presso la “Scuola Superiore di Polizia Tributaria”.
Nel 2005 è consigliere di amministrazione della società Milano Mare – Milano Tangenziale. Nel 2006 è presidente di Aeroporti di Roma S.p.A. Nel 2008 è consigliere di amministrazione di Stradivaria S.p.A. Società progetto per la costruzione dell'autostrada Cremona-Mantova. Nel 2010 è commissario straordinario di FIREMA S.p.A. in a.s. ex d.l 347/2003.
Nel 2014 viene interessato dall'indagine avviata dalla Procura di Milano in relazione a presunte irregolarità nell'assegnazione di appalti da parte della società Infrastrutture Lombarde. Nel 2015 il Gip di Milano ha però accertato la completa estraneità di Ernesto Stajano a tutti i fatti contestati ed ha conseguentemente confermato la legittimità dell'operato dello stesso,  escludendone così qualsiasi responsabilità e disponendo l'archiviazione della sua posizione.